# Saffet Akyüz
Saffet Akyüz (ur. 11 marca 1970 w Trabzonie) – turecki piłkarz, grający na pozycji napastnika. Jest wychowankiem Kartalspor Istanbul. Najdłużej reprezentował barwy İstanbulsporu. Ponadto był zawodnikiem m.in. Galatasaray SK, Diyarbakırsporu, Altay SK Karierę piłkarską zakończył po sezonie 2005/2006.